# Ramon Dekkers
Ramon Dekkers (Breda, 4 de setembro de 1969 – Breda, 27 de fevereiro de 2013) foi um kickboxer neerlandês e o estrangeiro mais famoso na Tailândia, durante os anos 90. Oito vezes campeão mundial, foi também o primeiro estrangeiro a ganhar o "Muay Thai Fighter of the Year" na Tailândia.

## Títulos
Referenciada:
- Campeão Holandês Peso-Pena;
- Campeão Europeu Peso-Pena pela MTBN;
- Campeão Europeu Peso-Pena pela NKBB;
- Campeão Mundial Peso-Leve pela IMTA;
- Campeão Mundial Peso Super-Leve pela IMTF. [1]

Não referenciada:
- Campeão Mundial Peso Médio-Ligeiro pela FMI;
- Campeão Mundial Peso-Médio pela WPKL;
- Campeão Mundial Peso Super-Médio pela WPKL;
- Campeão Mundial Peso-Médio pela WPKF;
- Campeão Mundial Peso-Médio pela WPKL.

## Premiações
- Muay Thai Fighter of the Year (Tailândia, 1992).[1]

## Morte
Ramon Dekkers teve um ataque cardíaco e caiu de sua bicicleta enquanto pedalava por um túnel em sua cidade natal Breda, morrendo em seguida. Ele tinha 43 anos.